# Олломон
Олломон (фр. Ollomont) — муніципалітет в Італії, у регіоні Валле-д'Аоста.
Олломон розташований на відстані близько 610 км на північний захід від Рима, 13 км на північ від Аости.
Населення — 154 особи (2014).

## Демографія
Населення за роками:

Станом на 1 січня 2023 року в муніципалітеті офіційно проживало 10 іноземців з 5 країн, серед них 6 громадян країн Євросоюзу.

## Сусідні муніципалітети
- Бань
- Бйона
- Бур-Сен-П'єр
- Дуе
- Етрубль
- Ояс
- Вальпеллін